# 黒川博通
黒川 博通（くろかわ ひろみち、1937年〈昭和12年〉 - ）は、日本の撮影技師。東京都出身。おもに光学撮影担当の撮影技師として、1960年代の東宝特撮映画の製作に携わった。

## 経歴
多摩美術大学在学中に、アルバイトとして映画『日本誕生』の造形に参加。大学卒業後の1961年に東宝特殊技術課に、光学撮影担当の撮影技師として勤務。
特撮監督の円谷英二とは仕事で直接関わる機会はなかったが、編集室の横に円谷の控室があったことから、円谷にマッサージを施していた。

## 代表作
| 公開年月日     | 作品名                                    | 制作（配給）                                 | 役職     |
| -------------- | ----------------------------------------- | -------------------------------------------- | -------- |
| 1961年7月30日  | モスラ                                    | 東宝                                         | 光学撮影 |
| 1961年8月13日  | 紅の海                                    | 東宝                                         | 光学撮影 |
| 1961年9月17日  | ゲンと不動明王                            | 東宝                                         | 光学撮影 |
| 1961年10月8日  | 世界大戦争                                | 東宝                                         | 光学撮影 |
| 1962年3月21日  | 妖星ゴラス                                | 東宝                                         | 光学撮影 |
| 1962年3月21日  | 紅の空                                    | 東宝                                         | 光学撮影 |
| 1962年8月11日  | キングコング対ゴジラ                      | 東宝                                         | 光学撮影 |
| 1963年1月3日   | 太平洋の翼                                | 東宝                                         | 光学撮影 |
| 1963年5月29日  | 青島要塞爆撃命令                          | 東宝                                         | 光学撮影 |
| 1963年8月11日  | マタンゴ                                  | 東宝                                         | 光学撮影 |
| 1963年10月26日 | 大盗賊                                    | 東宝                                         | 光学撮影 |
| 1963年12月22日 | 海底軍艦                                  | 東宝                                         | 光学撮影 |
| 1964年1月13日  | 士魂魔道 大龍巻                           | 宝塚映画 （東宝）                            | 光学撮影 |
| 1964年4月29日  | モスラ対ゴジラ                            | 東宝                                         | 光学撮影 |
| 1964年8月11日  | 宇宙大怪獣ドゴラ                          | 東宝                                         | 光学撮影 |
| 1964年12月20日 | 三大怪獣 地球最大の決戦                   | 東宝                                         | 光学撮影 |
| 1965年6月19日  | 太平洋奇跡の作戦 キスカ                   | 東宝                                         | 光学撮影 |
| 1965年8月8日   | フランケンシュタイン対地底怪獣            | 東宝 ベネディクト･プロ （東宝）              | 光学撮影 |
| 1965年10月31日 | 大冒険                                    | 東宝 渡辺プロダクション （東宝）             | 光学撮影 |
| 1965年12月19日 | 怪獣大戦争                                | 東宝                                         | 光学撮影 |
| 1966年7月13日  | ゼロ・ファイター 大空戦                   | 東宝                                         | 光学撮影 |
| 1966年7月31日  | フランケンシュタインの怪獣 サンダ対ガイラ | 東宝 ベネディクト･プロ （東宝）              | 光学撮影 |
| 1966年12月17日 | ゴジラ・エビラ・モスラ 南海の大決闘       | 東宝                                         | 光学撮影 |
| 1967年7月22日  | キングコングの逆襲                        | 東宝 ランキン・バス・プロダクション （東宝） | 光学撮影 |
| 1967年12月16日 | 怪獣島の決戦 ゴジラの息子                 | 東宝                                         | 光学撮影 |
| 1968年8月1日   | 怪獣総進撃                                | 東宝                                         | 光学撮影 |
| 1968年8月14日  | 連合艦隊司令長官 山本五十六               | 東宝                                         | 光学撮影 |
| 1969年7月26日  | 緯度0大作戦                               | 東宝 ドン・シャーププロ （東宝）             | 光学撮影 |
| 1969年8月13日  | 日本海大海戦                              | 東宝                                         | 光学撮影 |